# Campylidium hispidulum
Campylidium hispidulum là một loài Rêu trong họ Amblystegiaceae. Loài này được (Brid.) Ochyra mô tả khoa học đầu tiên năm 2003.